# Ida C. Haskell
Ida Cole Haskell (California, 24 de abril de 1861 – Brookhaven, 28 de septiembre de 1932) fue una pintora y educadora estadounidense. Es conocida por sus pinturas de paisajes y de género. Enseñó pintura en el Instituto Pratt.

## Biografía
Haskell nació en 1861 en California. Estudió arte en el Instituto de Arte de Chicago, la Liga de estudiantes de arte de Nueva York, la Pennsylvania Academy of the Fine Arts y la Academia Julian en París. Después de vivir en varios lugares de Estados Unidos, se instaló en Nueva York para enseñar en el Pratt Institute. Vivía con la fotógrafa Alice Boughton.
Fue miembro de la Asociación Nacional de Pintoras y Escultoras, y exhibió su trabajo en el Palacio de Bellas Artes en la Exposición Mundial Colombina de 1893 en Chicago, Illinois.
Haskell murió el 28 de septiembre de 1932 en Brookhaven, Nueva York.

## Galería

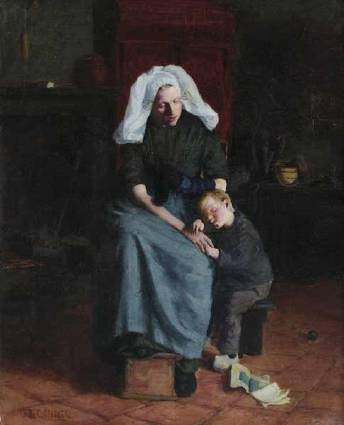
Amor de madre 1890
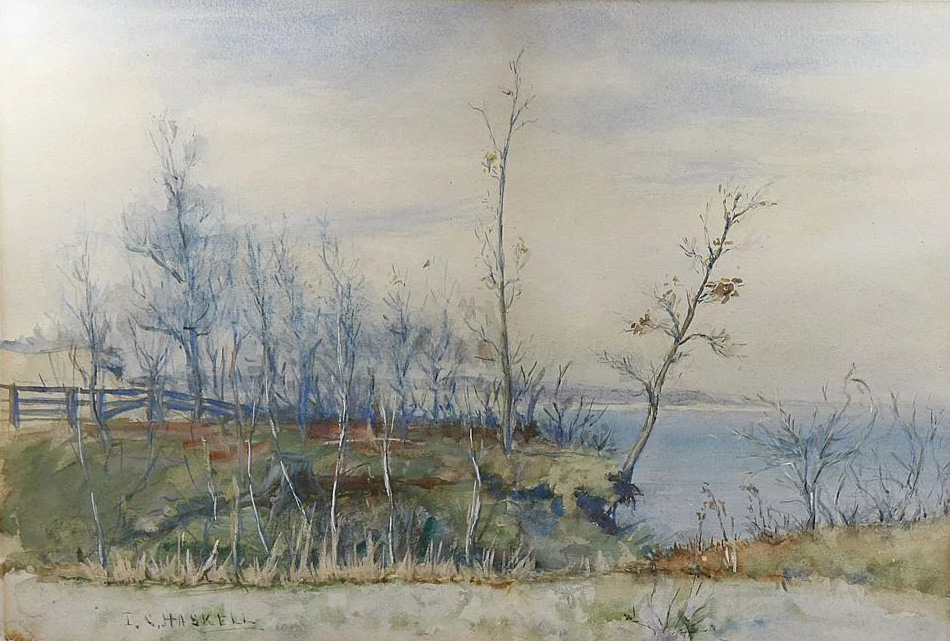
Escena costera impresionista